# Иса Камари
Иса́ Кама́ри (малайск. Isa Kamari; р. 19 мая 1960, Сингапур) — сингапурский литератор, пишущий на малайском языке, лауреат Литературной премии Юго-Восточной Азии (2006).

## Краткая биография
Мусульманин. По профессии архитектор — в 1988 г. окончил Национальный университет Сингапура. В 2008 г. защитил магистерскую диссертацию по малайской литературе в Национальном университете Малайзии. Занимает должность заместителя директора архитектурного отдела Управления наземного транспорта Сингапура.

## Творчество
Пишет повести, рассказы, стихи, эссе, сценарии для телевидения и пьесы для театра. Мастер исторического романа. Опубликовал восемь повестей, два сборника рассказов, шесть сборников стихов и одну новеллу. В 2005 г. в рамках национальной компании «Читай, Сингапур!» его произведения были включены Национальной библиотекой в список рекомендованных для чтения. Произведения писателя переведены на английский, турецкий, урду, индонезийский и китайский языки. Часто выступает на семинарах и мастерских по искусству и литературе. Один из организаторов Сингапурского фестиваля писателей. В 2018 г. принял участие в Международном фестивале писателей в Торонто.
Обладает музыкальным дарованием — участник музыкального трио Sirrfillsirr, исполняющего духовную (суфистскую) музыку и выпустившего два диска.
Активен в общественной деятельности. Член Комитета по продвижению малайского языка Министерства образования Сингапура (2006), комитета по проведению Сингапурского фестиваля искусств (2008), комитета по пересмотру стратегии в области культуры и искусства Совета искусств Сингапура (2009—2010).
Повесть "Заступничество" (Tawassul) включена сайтом Book Riot в список 100 рекомендованных для чтения книг азиатских писателей

## Награды
- Литературная премия Совета по малайскому языку Сингапура (1993, 1995, 1997 — дважды, 1999, 2001, 2003)
- Премия Национального совета по развитию книжного дела (1995)
- Литературная премия Юго-Восточной Азии (2006)[8]
- Премия искусства «Культурный медальон» (2007) — высшая государственная награда деятелям культуры в Сингапуре[9].
- Премия Тун Сри Лананга (2009) — Литературная премия Сингапура[10]
- Литературная премия Мастра (2018)[11]

## Публикации
- Sumur Usia (Колодец возраста). Singapura: Pustaka Nasional, 1993 (сборник стихов)
- Sketsa Minda. Singapura: Pustaka Nasional, 1994. (сборник рассказов)
- Satu Bumi (Одна земля). Singapura: Pustaka Melayu Publisher, 1998 (повесть): на кит. яз. Yi Pien Re Tu 《一片热土》1999; на англ. яз. One Earth. Singapore: Ethos Books, 2007)
- Menara (Башня). Singapura: Pustaka Nasional (повесть): на англ. яз. The Tower. Singapore: Epigram Books, 2013
- Kiswah (Кисва). Singapura: Pustaka Nasional, 2002 (повесть):
- Tawassul (Заступничество). Singapura: Pustaka Nasional. 2002 (повесть): на англ. яз. Intercession. Singapore: Marshall Cavendish Editions, 2009;
- Munajat Sukma (Молитва души): Bingkisan puisi Tanah Suci. Singapura: Pustaka Nasional. 2003 (сборник стихов)
- Atas Nama Cinta (От имени любви). Kuala Lumpur: Al-Ameen Serve Holdings, 2006 (повесть): на англ. яз. Nadra. Kuala Lumpur: Al-Ameen, 2009
- Ka’bah (Кааба). 33 puisi tanah suci. Kuala Lumpur: Al-Ameen Serve Holdings, 2006 (сборник стихов)
- Lorong Wahyu (Аллея вдохновения). 33 puisi tanah suci. Kuala Lumpur: Al-Ameen Serve Holdings, 2006 (сборник стихов)
- Cinta Arafah. 34 puisi tanah suci.Kuala Lumpur: Al-Ameen Serve Holdings, 2006 (стихи с диском)
- Memeluk Gerhana (Обнимая затмение). Kuala Lumpur: Al-Ameen Serve Holdings, 2007 (повесть); на англ. яз. A Song of the Wind. Kuala Lumpur: Silverfish Books, 2013
- Rawa (Болото). Tragedi Pulau Batu Puteh. Kuala Lumpur: Al-Ameen Serve Holdings, 2009 (повесть): на англ. яз. Rawa. Kuala Lumpur: Silverfish Books, 2013; на кит. яз. La Wa Bai Jiao Dao Bei Ju 《剌哇白礁岛悲剧》, 2016
- Celupan (Окрашивание). 16 cerita jiwa resah. Kuala Lumpur: Al-Ameen Serve Holdings, 2010 (сборник рассказов)
- Duka Tuan Bertakhta (Печаль владыки на троне). Kuala Lumpur: Al-Ameen Serve Holdings, 2011 (повесть): на англ. яз. 1819. Kuala Lumpur: Silverfish Books
- Selendang Sukma (Косынка души). Kuala Lumpur: Institut Terjemahan & Buku Malaysia, PENA, 2014 (повесть)
- Tweet. Singapore: Kitaab International, 2016 (новелла на англ. яз.)
- Mantera Yang Hilang (Исчезнувшая мантра). Kumpulan Puisi. Singapura: Ladang Ubi Kayu, 2019. ISBN 978602071635

## Переводы на русский язык
- Иса Камари "Чик-чирик" (Tweet). Переводчик  Погадаев В. А. М.: Ключ-С, 2020, 70 с. ISBN 978-5-6045244-3-5
- Иса Камари "Трон" (Singhasana)). Переводчик  Погадаев В. А. М.: Ключ-С, 2021, ISBN 978-5-6046922-0-2[12]

## Дискография
- Cinta Arafah (2005)[13]
- Kurnia (2010)[14]

## Сценарии телевизионных фильмов
- Dua Wajah (Два лица) 2003 (драма, осуществленная сингапурским каналом Suria и индонезийским PRIMA Entertainment)
- Mengejar Bayangan (Догоняя тень) 2004 (драма, осуществленная сингапурским каналом Suria и индонезийским PRIMA Entertainment)

## Пьесы
- Pintu (Дверь) 2006 (поставлена театром «Экаматра» в Доме искусств)
- Sidang Burung (Собрание птиц) 2008 (поставлена театром «Экаматра» в Театрах «Экспланада в проливе»)

## Семья
- Супруга Сукмавати Сират (малайск.  Sukmawati Sirat)(с 1989) — переводчица и две дочери